# Роголистник
Роголи́стник (лат. Ceratophýllum) — по современной классификации APG IV род цветковых растений монотипного семейства Роголистниковые (Ceratophyllaceae Gray), входящего в монотипный порядок Роголистникоцветные (Ceratophyllales Link). Род включает многолетние травянистые водные растения с тонкими ветвями, распространённые по всему земному шару — от полярного круга до тропиков.

## Биологическое описание
Глубина, на которой растёт роголистник, различна. Связано это с тем, что растение тенелюбиво и чувствительно к свету (опыты показали, что при ярком освещении растение погибает), а потому «выбирает» ту глубину, которая для него в данном водоёме оптимальна. Максимальная отмеченная глубина — 9 м.
В благоприятных условиях роголистник сильно разрастается, образуя подводные заросли и вытесняя остальные растения.
Корень отсутствует. Для удержания в донных отложениях у растений развиваются особые ветви стебля — так называемые ризоидные ветви. Они белёсые, с очень тонко рассечёнными листьями; проникая в ил, они одновременно выполняют функции и якорей, и абсорбирующих органов.
Стебель хорошо выражен, жёсткий, содержит кремнезём, поднимается из воды. Характерной особенностью стеблей роголистника является очень слабое развитие проводящей системы; поглощение минеральных веществ осуществляется всей поверхностью растения. Трахеиды роголистника, полностью утратив функцию проведения воды, стали запасающими клетками, в которых откладывается крахмал.
Точки роста стеблей к осени прикрываются сильно сближенными и более тёмными листьями — и могут рассматриваться как аналоги зимних почек.
Листья сидячие, многократно дихотомически рассечённые два, три и более раз, расположены мутовчато. Конечные доли листьев часто мелкопильчатые, имеют жёсткую консистенцию, содержат известь, ломаются при контакте. Как листья, так и другие части роголистников покрыты волосками.
Ещё одна особенность представителей этого рода заключается в том, что все части растений покрыты кутикулой (плёнкой из непроницаемого для воды и газов жироподобного вещества, который называется кутин). Такое покрытие почти не встречается у водных высших растений, в то же время обычно для бурых водорослей (Phaeophyta), развивающих слой кутина на поверхности слоевища.
Цветки мелкие (имеют длину около 2 мм), сидячие, однополые, без лепестков; собраны в редуцированные соцветия. Роголистники — однодомные растения.
Опыление происходит под водой, что для цветковых растений является редким явлением.
Плод — орешек. На плодах имеются шиповидные выросты.
Семя — с большим зародышем; без эндосперма и перисперма; все запасные питательные вещества находятся в толстых семядолях.

## Применение
Все виды роголистника служат пищей для рыб и водоплавающих птиц, в том числе домашних.
В культуре роголистник используют как аквариумное растение, а также как водное растение в садовых прудах.

## Классификация
В системе классификации Кронквиста (1981) семейство отнесено к порядку Кувшинкоцветные (Nymphaeales).
По некоторым признакам наблюдается внешняя схожесть роголистника с семействами Кувшинковые и Кабомбовые. Стеблями и листьями роголистник похож на кабомбу, только листья не мягкие, а жёсткие.
В Системе классификации APG III (2009) семейство Роголистниковые (Ceratophyllaceae) выделено в отдельный порядок Роголистникоцветные (Ceratophyllales), находящийся рядом с кладой эвдикоты с пояснением probable sister of eudicots («возможно, сестринская группа по отношению к эвдикотам»). В Системе классификации APG IV (2016) положение порядка оставлено неизменным.

### Таксономия
- Ceratophyllales  Link, 1829, Handbuch 2: 406
- Ceratophyllaceae  Gray, 1822, Nat. Arr. Brit. Pl. 2: 395, 554
- Ceratophyllum  L., 1753, Sp. Pl. : 992

Род Роголистник относится к семейству Роголистниковые (Ceratophyllaceae) порядка Роголистникоцветные (Ceratophyllales) клады Цветковые растения. Кладограмма в соответствии с Системой APG IV по состоянию на декабрь 2023 года:
|  |                          |  |                                   | порядок Роголистникоцветные |  | семейство Роголистниковые |  | род Роголистник |  | 6 подтвержденных видов и 1 вид, ожидающий подтверждения |
|  |                          |  |                                   | порядок Роголистникоцветные |  | семейство Роголистниковые |  | род Роголистник |  | 6 подтвержденных видов и 1 вид, ожидающий подтверждения |
|  | клада Цветковые растения |  |                                   |                             |  |                           |  |                 |  |                                                         |
|  |                          |  |                                   |                             |  |                           |  |                 |  |                                                         |
|  |                          |  | ещё 63 порядка цветковых растений |                             |  |                           |  |                 |  |                                                         |
|  |                          |  |                                   |                             |  |                           |  |                 |  |                                                         |

### Виды
Подтвержденные:
- Ceratophyllum australe Griseb.
- Ceratophyllum demersum L. — Роголистник погружённый, или Роголистник тёмно-зелёный, или Роголистник подводный, или Роголистник трёхостный. Наиболее распространённый вид, встречается на всех континентах, кроме Антарктиды. Плоды с тремя шиповидными выступами310925.
- Ceratophyllum echinatum A.Gray
- Ceratophyllum muricatum Cham.
- Ceratophyllum submersum L. — Роголистник полупогружённый, или Роголистник светло-зелёный. Плоды бугорчатые, с одним верхушечным выростом[3].
- Ceratophyllum tanaiticum  Sapegin

Вид, ожидающий подтверждения таксономического положения:
- Ceratophyllum affine Z.F.Troitzk.

## Галерея
- Роголистник погружённый
(Ceratophyllum demersum)
с мужскими цветками.
- Роголистник полупогружённый
(Ceratophyllum submersum).
- Ризоидные ветви Ceratophyllum submersum.
- Апекс Ceratophyllum submersum.
- Воздухоносные полости в листьях роголистника.